# Монжері
Жак-Філіп Меріньон де Монжері — capitaine de fregate Jacques-Philippe Merignon de Montgery (1782—1839) — спроектував у 1823 субмарину «L'lnvisible». Був досвідченим морським офіцером. Брав участь у висадці морського десанту в Ірландії, в битвах під Ель-Ферролем, в Трафальгарській битві. Крім того, він отримав широке визнання як автор ряду книг, які свого часу викликали полеміку у військово-морських колах Франції, Росії, Великої Британії та інших морських країн. Сред них можна виокремити «Мемуар о железных кораблях» (1811); «Мемуар о плавучих минах и плавучих петардах, или морских адских машинах» (1819); «Новая морская сила» (1822); «О подводном плавании и войне» (1823), «Боевые ракеты» (I825). Однак, в останні роки життя Монжері зійшов з розуму і був взятий під опіку, що сильно підмочило довіру до його останніх праць.